# Alexiuskapelle (Paderborn)

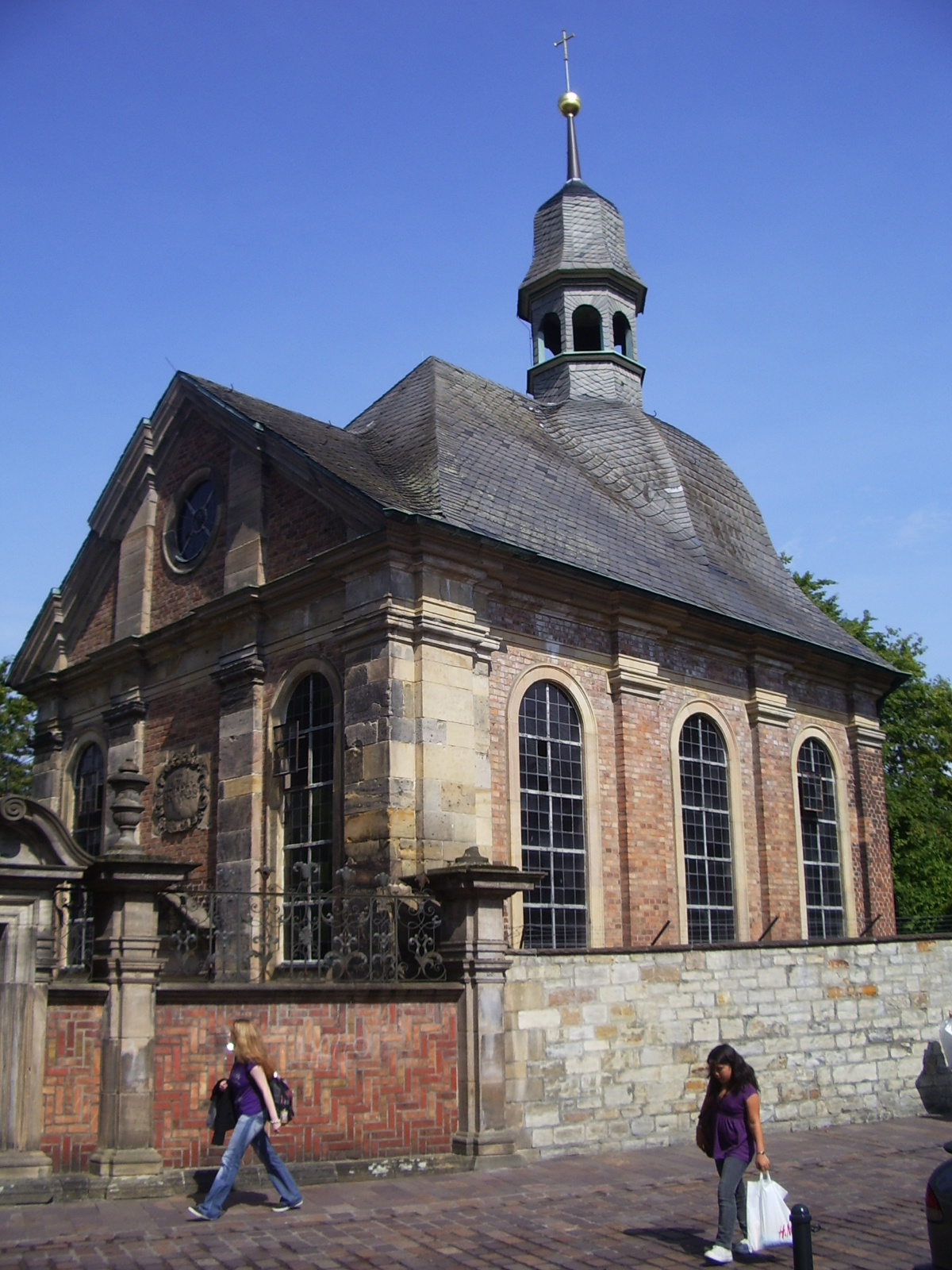
Blick von Südwesten

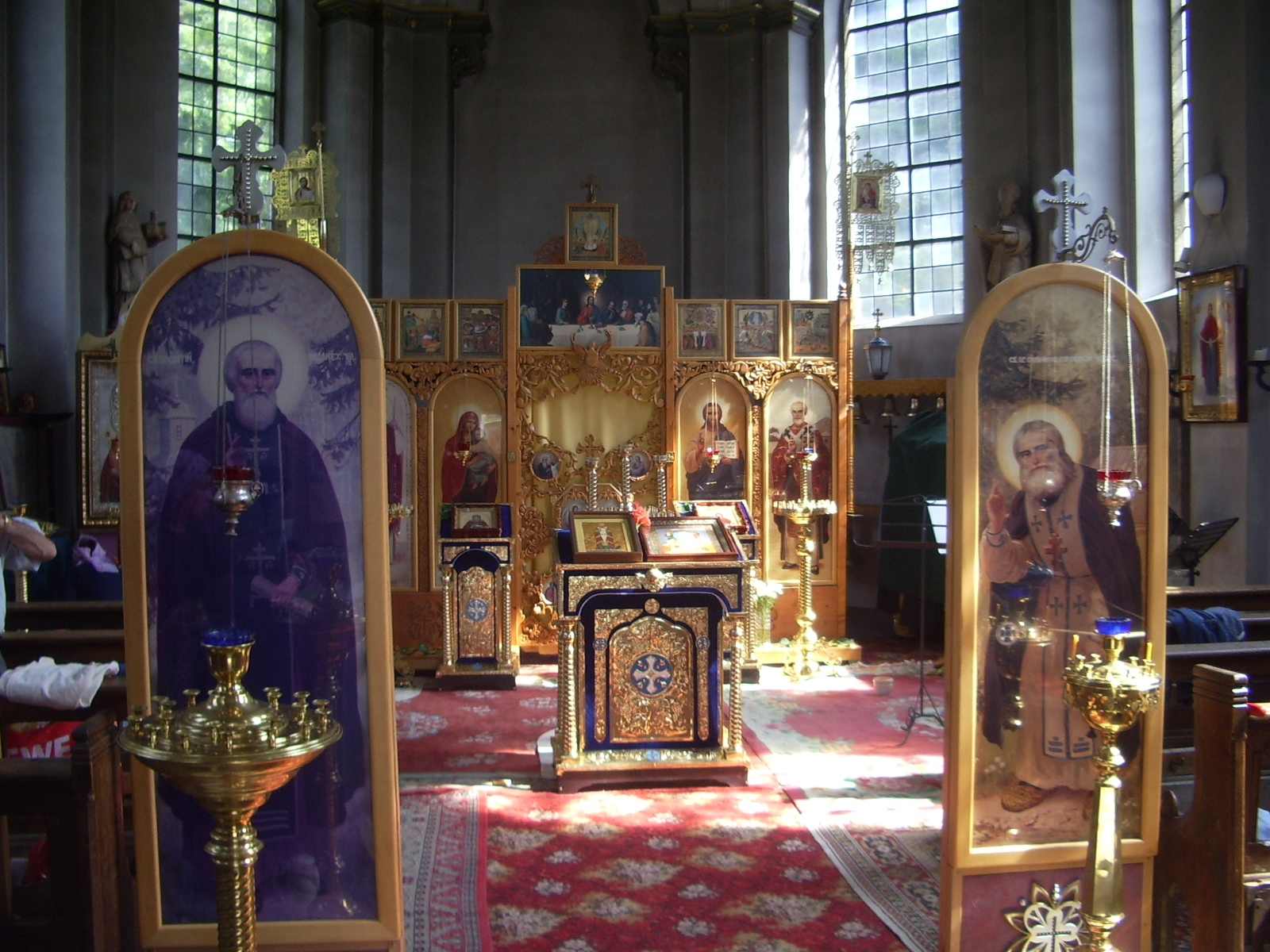
Innenraum (2008)

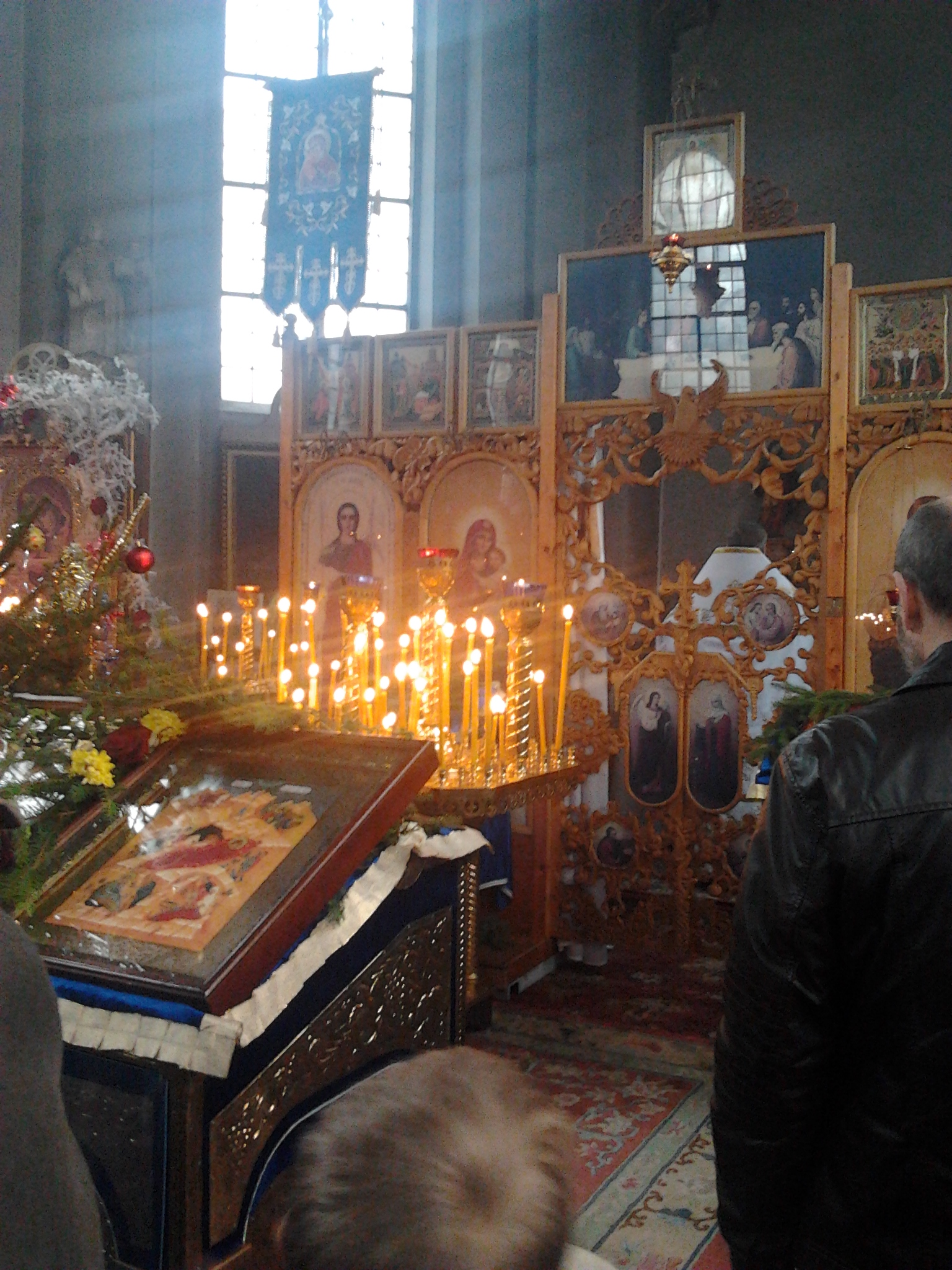
Alexiuskapelle während des russisch-orthodoxen Weihnachtsgottesdienstes am 7. Januar 2013

Die Alexiuskapelle in Paderborn ist ein barocker Backsteinbau nach flämischem Vorbild. Sie befindet sich in der Paderborner Innenstadt am Abdinghof und somit in unmittelbarer Nähe sowohl zur Abdinghofkirche als auch zum Dom.
Die dem Heiligen Alexius geweihte Kapelle ist Nachfolgebau einer gleichnamigen 1017/18 geweihten und mit Asylrechten ausgestatteten Stiftung Bischof Meinwerks an anderer Stelle und diente noch im 18. Jahrhundert als Zufluchtsstätte. Sie wurde 1670 bis 1673 erbaut und erhielt zwischen 1680 und 1692 eine Barockhaube mit Laterne. 1728/29 wurde der achteckige Zentralbau nach Westen zur heutigen Form erweitert.
Nachdem das Hochstift Paderborn seit der Gegenreformation unter Dietrich von Fürstenberg für lange Zeit rein katholisch geblieben war, formierte sich ab 1802 mit der Besetzung durch preußische Truppen auch eine evangelische Gemeinde in Paderborn. Nachdem dieser zunächst die Abdinghofkirche zugewiesen worden war, wurde ihr für eine Übergangszeit bis 1817 die Alexiuskapelle, danach die Busdorfkirche und ab 1863 wieder und jetzt endgültig die Abdinghofkirche zur Verfügung gestellt.
Noch kurz vor Ende des Zweiten Weltkrieges wurde die Kapelle 1945 bis auf die Umfassungsmauern zerstört, aber bis 1957 wieder aufgebaut. Aufgrund der Zerstörung ist von der ursprünglichen Ausstattung fast nichts erhalten, abgesehen von drei Statuen, darunter eine Darstellung des heiligen Meinolf und eine des Heiligen Liborius. Über der Pforte befindet sich die lateinische Inschrift Anno 1014 / Meinwerc / Ep[iscopu]s Pad[erbornensis] Vovit / Deo Optimo Maximo / in Honorem Sancti / Alexii Confessoris („Im Jahre 1014 weihte Meinwerk, Bischof von Paderborn, dem gnädigsten und erhabensten Gott zu Ehren des Heiligen Bekenners Alexius [diese Kapelle].“)
Von 1998 bis 2018 diente die Alexiuskapelle der russisch-orthodoxen Gemeinde zu Ehren der Hl. Gottesmutter-Ikone „Feodorovskaya“ für ihre Gottesdienste. Am 11. Februar 2018 fand der russisch-orthodoxe Gottesdienst in dieser Kapelle letztmals statt. Daraufhin zog die im Laufe der Jahre immer größer werdende russisch-orthodoxe Gemeinde in ein größeres Gotteshaus nach Bad Lippspringe um.